# Alternariose du blé
L'alternariose du blé est une maladie fongique due à une espèce de champignons ascomycètes, Alternaria triticina. Ce champignon s'attaque notamment au blé tendre et au  blé dur. Il se conserve majoritairement dans les semences mais aussi dans les débris culturaux sur le sol pendant quelques mois.
Lors de la germination, l'inoculum fongique contenu dans la graine se multiplie dans le sol et infecte la plantule.

## Plantes hôtes
Les principales plantes-hôtes de cette maladie sont des céréales, en particulier le blé tendre (Triticum aestivum) et le blé dur (Triticum turgidum subsp. durum), mais également d'autres espèces proches telles que l'amidonnier (Triticum dicoccum), le blé indien (Triticum sphaerococcum), le triticale (×Triticosecale), l'orge commune (Hordeum vulgare), l'avoine cultivée (Avena sativa) et le seigle (Secale cereale). L'agent pathogène attaque plus sévèrement les blés durs que les blés tendre, toutefois ce champignon est un agent pathogène peu virulent sur les cultivars modernes du blé.

## Symptômes
La maladie apparaît lorsque les plants de blé ont 7 à 8 semaines et s'aggrave au fur et à mesure que la culture arrive à maturité.
Elle se manifeste d'abord par de petites lésions ovales, décolorées, dispersées de façon irrégulière sur les feuilles. Par la suite les lésions grossissent, deviennent brun foncé à grises et de forme irrégulière. Certaines sont entourées d'un liseré jaune vif à la marge. Les lésions varient en taille, pouvant atteindre 1 cm de diamètre, voire plus.
Avec la progression de la maladie, les lésions fusionnent pour couvrir de grandes surfaces, entraînant la mort de la feuille entière. Dans certains cas, les feuilles se dessèchent prématurément à partir de la pointe. En conditions humides, des conidies poudreuses noires peuvent recouvrir les lésions à ce stade. L'infection attaque d'abord les feuilles les plus basses, puis progressivement les feuilles supérieures. Dans les cas les plus graves, des symptômes similaires apparaissent également sur les gaines foliaires et les tiges, ainsi que sur les arêtes et les glumes si les épis sont infectés au stade de la pré-anthèse. Si l'épi est infecté très tôt, les graines ne se forment pas. L'infection au stade pâteux du développement des graines entraîne une infection des glumes et de l'épi et une contamination des graines. Les champs fortement infectés présentent un aspect brûlé et peuvent être identifiés de loin,.
Sur le blé, ces lésions sont difficiles à distinguer de celles causées par l'helminthosporiose due à Bipolaris sorokiniana (= Cochliobolus sativus, téléomorphe),. L'attaque conjuguée par le complexe formé par ces deux espèces de champignons, Bipolaris sorokiniana et Alternaria triticina, est une maladie foliaire majeure du blé (Triticum aestivum, Triticum durum et Triticum dicoccum) et du Triticale dans les six zones agroclimatiques de l'Inde.

## Distribution
L'aire de répartition de l'alternariose du blé s'étend principalement en Eurasie et principalement dans le sud de l'Asie. Elle est courante dans les régions orientales et centrales du sous-continent asiatique.
La maladie a été signalée notamment dans le sous-continent indien (Bangladesh, Inde, Pakistan), mais aussi en Israël, Liban, Turquie et au Yémen, ainsi que dans l'Europe méridionale (France, Grèce, Italie, Macédoine, Portugal). Elle est peu présente en Afrique (Égypte, Nigeria) et en Amérique (Mexique, Argentine). Elle est présente aussi en Australie.
Historiquement, la présence d'une maladie causée par une espèce d’Alternaria sur le blé a été signalée pour la première fois en 1924  en Inde dans le Maharashtra et le Bihar. Elle a ensuite été signalée en 1950 dans l'Uttar Pradesh  et en 1960 dans l'Andhra Pradesh. Ce n'est qu'en 1962 que des chercheurs indiens ont établi que l'agent causal de cette maladie était une nouvelle espèce qu'ils ont nommée Alternaria triticina. Cette maladie est désormais  présente dans la plupart des États producteurs de blé de l'Inde où elle est considérée comme l'une des maladies foliaires les plus importantes de cette culture.
Selon certains auteurs, il est difficile de distinguer l'agent causal de cette maladie d'autres espèces du genre Alternaria fréquemment rencontrées sur les feuilles de blé, malgré le recours à des études morphologiques et à des méthodes moléculaires. Il en résulte que certains signalements demandent à être confirmés.

## Méthodes de lutte
Afin de pallier ces contaminations, il est conseillé d'utiliser des semences saines. Pour la culture suivante il est conseillé de détruire et d'enfouir les résidus de la culture précédente.
Il existe également des traitements préventifs ou curatifs, dans le cadre d'une agriculture biologique ou non.

## Importance économique
L'alternariose du blé  est l'une des maladies foliaires du blé les plus importantes en Inde. Deuxième producteur mondial de blé après la Chine, l'Inde produit 8,7 % de l'approvisionnement mondial en blé et consacre 13 % des terres cultivées à cette culture. Compte tenu de l'importance de la culture du blé pour le secteur agricole indien, l'alternariose du blé est une préoccupation majeure pour les producteurs et les autres parties prenantes. L'infection peut entraîner une réduction de 46 à 75 % du poids des grains individuels, entraînant des pertes de rendement pouvant atteindre 60 %. Dans les années 1960, l'Inde a connu de lourdes pertes de rendement en blé dues à Alternaria triticina à la suite de l'introduction de cultivars de blé mexicains résistants à la rouille,. Il n'est pas rare de voir des pertes de rendement de 20 % attribuées aux attaques foliaires dues à l'alternariose du blé.
En Australie, lors de l'établissement du Plan industriel de biosécurité pour l'activité céréalière dans les années 2004 et 2009, l'agent pathogène Alternaria triticina a été classé à haut risque, ce qui a conduit en conséquence à créer un plan d'urgence pour le confinement de la maladie. Le champignon est un agent pathogène de quarantaine et a conduit la Nouvelle-Zélande, le Brésil et l'Afrique du Sud à imposer des règles strictes sur l'importation de blé, exigeant des déclarations d'exemption de la maladie dans les zones de production avant d'accepter les importations,.